# Стар Трек VIII: Първи контакт
„Стар Трек VIII: Първи контакт“ (на английски: Star Trek: First Contact) е научнофантастичен филм – един от най-известните и гледани филми от поредицата Стар Трек. Това е вторият пълнометражен филм с екипажа на капитан Жан-Люк Пикар, но този път с най-новия флагман на Федерацията, звездолета Enterprise-E. Филмът е режисиран от Джонатан Фрейкс /ком. Райкър/ и е номиниран за Оскар в категорията „Най-добър грим“.

## Сюжет
В началото на филма капитан Жан Люк Пикар и екипажът му на бойния кораб на Федерацията Ентъпрайз последват през времеви портал вражески кораб на враждебната раса Борг, която асимилира всяка изпречила се на пътя и раса и я включва към общия си колективен ум. Той ги отвежда далеч в миналото (за нас настояще). Периодът е малко след края на Третата световна война на Земята. Преди да бъде унищожен, врагът обстрелва база на повърхността. Там се намира човекът, Зефрън Кокрин, който първи от човешката раса създава кораб, способен да развие светлинна скорост и ще привлече вниманието на преминаващите наблизо Вулканци. Така Земята ще бъде „забелязана“ и след дълги години развитие ще основе Федерацията и ще застане начело на нея. Чрез нападението кораба на боргите е искал да предотврати това. Сега Пикар трябва да помогне на учените да преминат светлинната скорост и да унищожи вражеската раса.

## Награди
- Сатурн – най-добри костюми /Дебора Евертън/
- Сатурн – най-добра поддържаща мъжка, роля /Брент Спайнър/
- Сатурн – най-добра поддържаща женска, роля /Алис Кридж/
- Награда за музика – Джери Голдсмит

## Филми от поредицата за „Стар Трек“
Поредицата „Стар Трек“ включва 14 филма:
- „Стар Трек: Филмът“ (1979)
- „Стар Трек II: Гневът на Хан“ (1982)
- „Стар Трек III: В търсене на Спок“ (1984)
- „Стар Трек IV: Пътуване към вкъщи“ (1986)
- „Стар Трек V: Последната граница“ (1989)
- „Стар Трек VI: Неоткритата страна“ (1991)
- „Стар Трек: Космически поколения“ (1994)
- „Стар Трек VIII: Първи контакт“ (1996)
- „Стар Трек: Бунтът“ (1998)
- „Стар Трек: Възмездието“ (2002)
- „Стар Трек“ (2009)
- „Пропадане в мрака“ (2013)
- „Стар Трек: Отвъд“ (2016)
- „Стар Трек: Секция 31“ (2025)